# بزیتس
بزیتس (به آلمانی: Besitz) یک شهر در آلمان است که در لودویگسلوست-پارشیم واقع شده‌است. بزیتس ۵۱۲ نفر جمعیت دارد.